# ダッハウ強制収容所

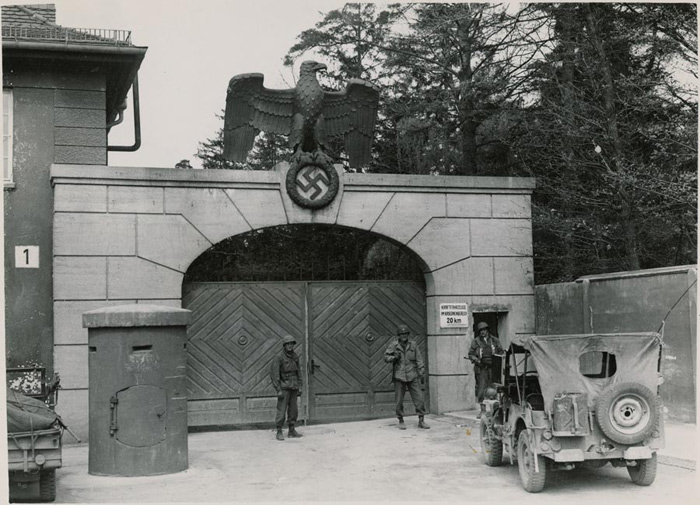
解放直後の正門

ダッハウ強制収容所（ダッハウきょうせいしゅうようじょ、独語：Konzentrationslager Dachau）は、ドイツ・バイエルン州・ミュンヘンの北西15キロほどのところにある都市ダッハウに存在したナチス・ドイツの強制収容所である。ナチスの強制収容所の中ではオラニエンブルク強制収容所と並んで最も古い強制収容所と言われ、後に創設された多くの強制収容所のモデルとなった。「ダハウ強制収容所」と書かれる事もある。

## 概要
全部で30以上の国々から20万人が送り込まれ、その内の3分の1近くがユダヤ人であった。32,099人が収容所内で死亡し、他に約1万人が主に疾病、栄養失調、自殺によりダッハウの支所で死亡した。1945年初頭にナチスの撤退後にチフスが流行し、体の弱っていた囚人の多くが死亡した。
ダッハウより大きいアウシュヴィッツ同様、ダッハウは多くの人にとってナチス強制収容所の象徴になっている。ダッハウ強制収容所はイギリス軍やアメリカ軍に解放された2番目の収容所であったため、多くの人々にとって重要な場所となっている。従って、西側諸国がナチスの蛮行に直に接した最初の場所の一つであった。
当初、解放したアメリカ軍はダッハウでガス室による大量虐殺が行なわれていたと発表した。実際に1942年7月末にナチスはガス室を設置するようダッハウに命令を下しており、ダッハウに偽装シャワー室のガス室がつくられている。しかし、ダッハウでガス室が実際に稼働した事実を証明する資料はない。ダッハウでは絞首刑や銃殺による処刑も他のナチ強制収容所と比べるとかなり少なかった。

## 歴史

### 創設
ダッハウ強制収容所は、第一次世界大戦の際に火薬工場として使われていたダッハウの町の廃工場を利用して建設された。この廃工場とその用地は親衛隊(SS)隊員の兵営にする予定で国家社会主義ドイツ労働者党(ナチ党)が政権掌握直後に購入した物だった。
1933年3月20日にバイエルン州警察長官ハインリヒ・ヒムラーは記者会見を行い、ダッハウ強制収容所の設置を発表した。3月22日にダッハウの運営は開始された。この収容所は当初からSSによって運営され、ヒルマール・ヴェケルレ(de:Hilmar Wäckerle)SS中佐が初代所長に就任した。3月23日に最初の収容者として60人の政治犯が送られてきた。
当初はかなり無法状態で、1933年5月には収容されていたドイツ共産党代議士が4名殺害されたため、ミュンヘン検察局が捜査に乗り出し、ダッハウ所長ヴェケルレSS中佐が殺人罪で告発された。これを受けてヒムラーは1933年6月末にヴェケルレSS中佐を解任し、新しい所長としてテオドール・アイケSS上級大佐を任じた。

### アイケによる体系化
アイケは収容者への罰則を体系化するために1933年10月1日に収容所規則を制定した。後にあらゆる強制収容所の罰則として導入された25回鞭打ちの刑、段階別の禁錮刑、減食刑、死刑などの罰則が定められた。政治的扇動やデマ、破壊活動、反逆的行為、脱走、看守への暴行の際に死刑が執行されると定めた。
また囚人管理を体系化するため、ダッハウの収容者はブロックごとに250人ずつに分けられた。各ブロックごとにSS軍曹のブロック指導者を設置し、ブロック指導者の上にSS曹長の連絡指導者を置き、管理にあたらせた。またならず者ばかりだった収容所警備隊の整理を行い、「親衛隊髑髏部隊」 (SS-TV) を編成させた。ダッハウでアイケによって築かれたこうした体系は、1934年7月にアイケが全強制収容所総監に任命されたことで全強制収容所に拡大されていく。
アイケはユダヤ人を憎悪しており、初期の頃からユダヤ人に対する扱いは苛烈を極めた。国外の新聞にナチス強制収容所についての批判記事が載っているのを見つけるとアイケは「強制収容所の情報が漏れるのはドイツ系ユダヤ人が国外で吹聴しているのが原因」と喚き、収容されているユダヤ人（この段階ではユダヤ人という理由だけで収容されるケースはなく、政治犯の中にたまたまいたユダヤ人である）を真っ暗な抑留棟に閉じ込めたりしていた。

### 第二次世界大戦開戦前
1938年11月、水晶の夜事件の影響で一時大量のユダヤ人がダッハウ強制収容所に収容されたが、彼らは国外へ移住することを条件にほとんどが数週間で釈放された。ユダヤ人の収容が本格化するのは戦時中になってからのことである。
1936年にザクセンハウゼン強制収容所、1937年にブーヘンヴァルト強制収容所が創設されたが、いずれもダッハウ強制収容所をモデルとしていた。

### 第二次世界大戦開戦後
第二次世界大戦が開戦した初期に再建設のため一時ダッハウ強制収容所から収容者が追い出された。ダッハウの収容者たちはフロッセンビュルク強制収容所やマウトハウゼン強制収容所などへ移送された。南北に長い長方形の敷地、二重に張り巡らされた鉄条網、その随所に設置された監視塔という他の強制収容所と同じ形状に作り直された。理論収容数も大きく増やされて9,000人が収容可能となった（もっとも1944年秋にはそれよりはるかに多い3万5000人が押し込まれる事になるが）。1940年春にダッハウ強制収容所が再び稼働した。
国家保安本部長官ラインハルト・ハイドリヒが1941年1月2日に定めた政令によると、ダッハウは庭仕事など軽い仕事に従事することのできる者を収容する「第一カテゴリー」の収容所に属していた。1943年のバチカンとの合意の後には聖職者はこのカテゴリーの収容所に限定して送られるようになった。

### 飢えとチフス
戦争終結が近付くにつれ、ダッハウの状況はだんだんと悪化していった。連合軍がドイツに迫ると、ドイツは囚人の解放を阻止するため、前線近くの強制収容所の囚人を内地の収容所に移しはじめ、ダッハウにも続々と到着した。食事や水が殆どあるいは全くない状況で移送が終わると、囚人は消耗して衰弱し半死半生となる者も珍しくなかった。過重収容、貧弱な衛生状態、乏しい食料そして囚人の衰弱を原因とするチフスの蔓延が深刻な問題となった。
前線から続く新たな移送で、収容所はすぐに囚人で溢れかえり、衛生状態は人間の尊厳が守られる状況ではなくなっていた。1944年末から解放の日までに15,000人が死亡したが、その犠牲者の約半数がダッハウ強制収容所の囚人であった。ロシア人捕虜500人は銃撃隊により処刑された。
1945年4月27日に、赤十字国際委員会代表のヴィクター・モーラーは収容所内に立ち入ることが許され、食料を配布した。同じ日の夕方、囚人がブーヘンヴァルト強制収容所から到着した。出発時は4,480人から4,800人いたものの移送中に多くが死亡し、到着まで生き延びることができたのは800人だけであった。2,300体を越える遺体は列車内やその周囲にそのまま放置された。収容所の最後の所長エドゥアルト・ヴァイター親衛隊中佐（彼は1942年9月から1943年11月まで収容所所長だったマルティン・ヴァイス親衛隊中佐の後任と考えられている）は既に4月26日に逃亡していた。
降伏の前日1945年4月28日には収容所長官マルティン・ヴァイスを始めとして収容所の守備隊や職員の多くがダッハウ強制収容所を離れていた。同日、赤十字の代表ヴィクター・モーラーは、収容者の集団脱走とチフスの流行が周辺地域に広まることを懸念し、収容所に残ったヴァイスの副官ヨハネス・オットー中尉に対して、収容所を放棄せずアメリカ軍が到着するまで囚人を外に出さないために守備隊を配置しておくように説得したが、オットーはそれに応じずダッハウから逃亡した。

### 収容所解放

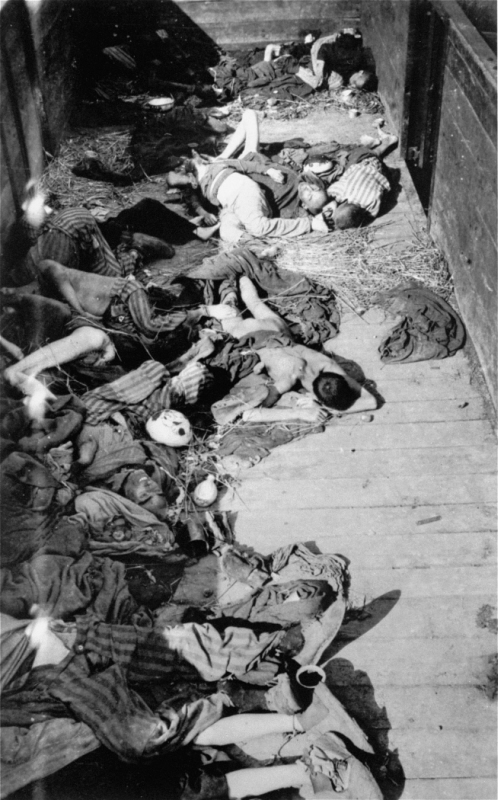
死の列車の無蓋車の一つに横たわる死体

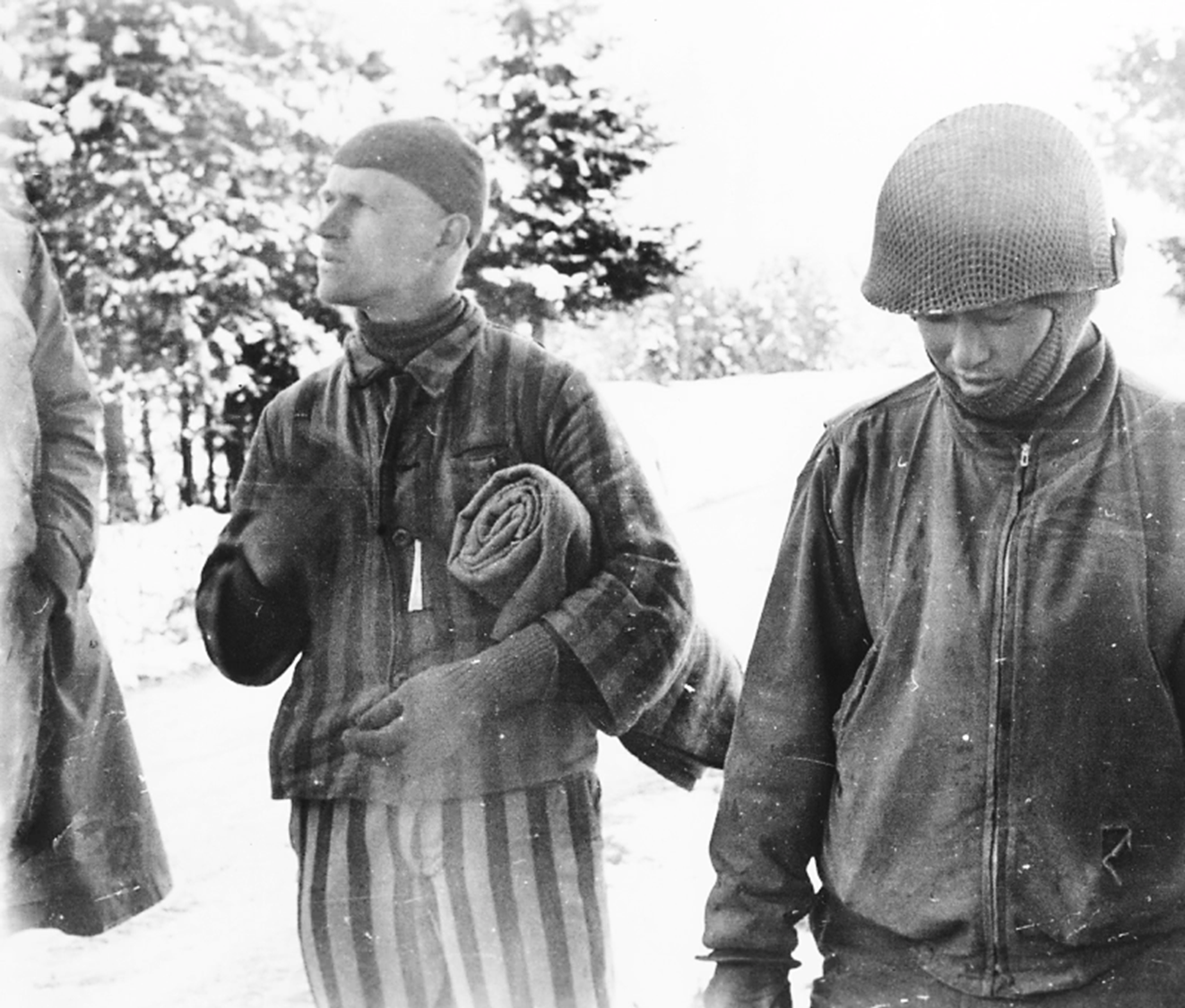
ダッハウ強制収容所の生存者と第522野戦砲兵大隊

1945年4月29日、ダッハウ強制収容所の監視塔は連合軍に占領され、白旗が翻った。赤十字代表モーラーは強制収容所を正式に降伏させるため、仮任命されたばかりの所長ハインリヒ・ヴィッカー親衛隊少尉を収容所の正門に呼び出そうとしていた。1945年4月29日午後遅く、ダッハウ強制収容所はヴィッカーによりアメリカ軍に降伏した。降伏の際の情景が、ヘニング・リンデン准将の公式報告「ダッハウ強制収容所の降伏に関する報告」に鮮やかに描かれている。

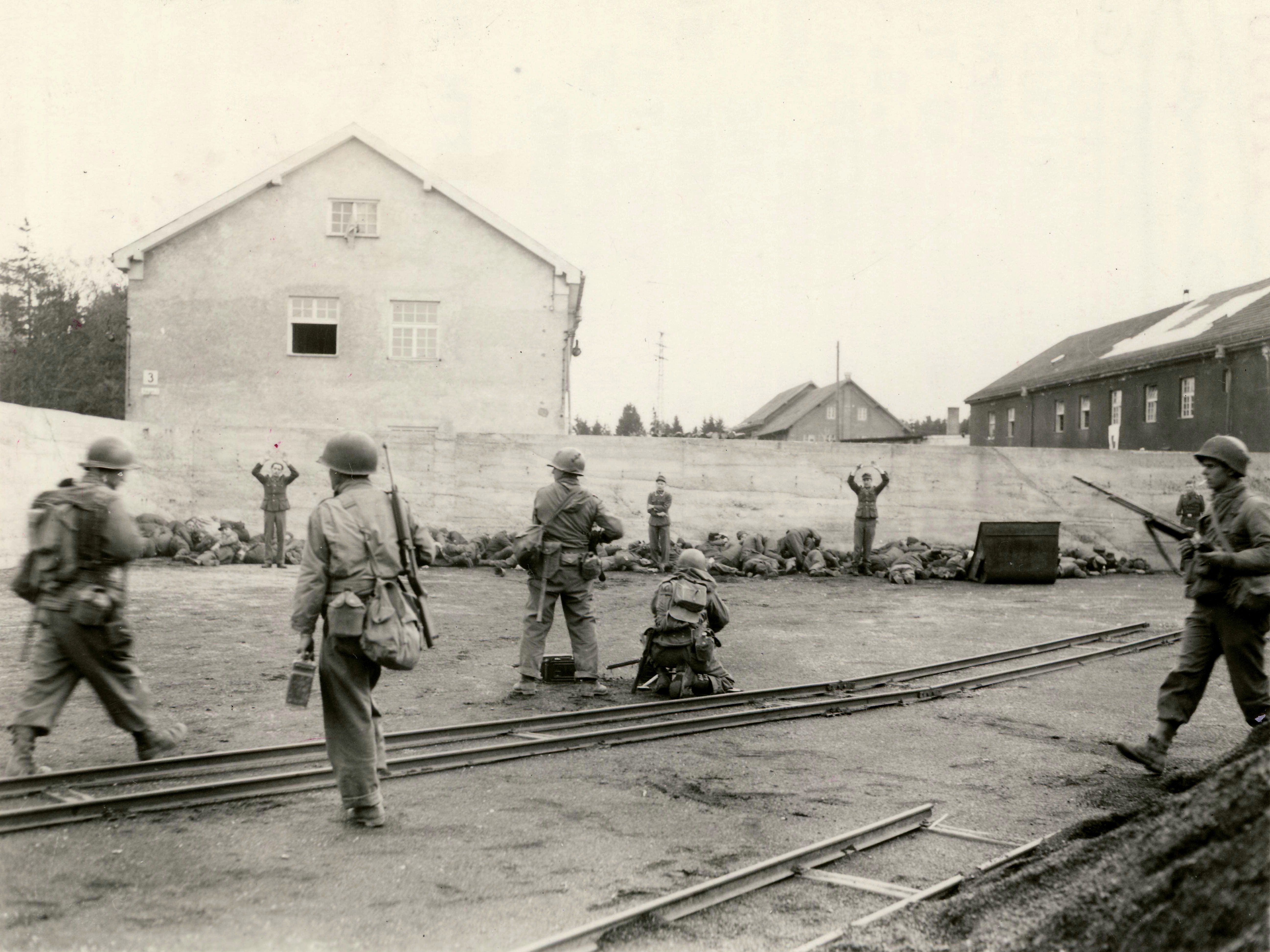
アメリカ軍によるSSの処刑の様子

収容所が連合軍に降伏すると、収容所守備部隊は米兵が行った即決裁判による銃殺刑（いわゆる「ダッハウの虐殺」）の恐怖におののいた。殺された正確な人数は不明であるが、ある資料によるとこの方法で処刑されたのは35人に過ぎず、残りの515人は恐らく逮捕されたり逃亡したと考えられている。米兵に殺害された者の中には、ダッハウ収容所最後の所長となったヴィッカーもおり、兵士らに私刑を受けた後に銃殺された。その遺体は収容者の遺体と共にしばらく放置された。
アメリカ軍は32,000人の囚人を見付けた。定員250人の収容棟20棟には囚人が1,600人ずつ詰め込まれていた。アメリカ軍は39輌の列車に各々100体以上の遺体が詰め込まれているのも発見している。
収容所は1945年4月29日にアメリカ第7軍第42歩兵師団により解放されたということになっていたが、場所や存在は知られていなかった。この部隊は命令もなく他の部隊から准将として入隊することを拒否されたフェリックス・ローレンス・スパークス中佐が指揮していた。スパークスは告発され、逮捕されたが、告発はジョージ・パットン将軍が退けた（スパークスは本当に第45歩兵師団第157歩兵連隊に加わっていた。第42師団や第45師団という部隊は、実際にダッハウに一番乗りしたことについて不和の間柄であった）。パットンは吐き気をもよおすような収容所の状況に衝撃を受けたといわれる。
アメリカ軍は婦女子を含む地域市民に収容所に来ることを命令し、収容所の中を見せ、施設の掃除を手伝わせた。地域住民はこのような扱いに憤り、収容所で何が起きていたか知らなかったと言ったがアメリカ軍は取り合わなかった。
なお、実際には日系アメリカ人部隊である第442連隊戦闘団所属の第522野戦砲兵大隊が収容所周辺における掃討作戦の中心的存在となっていたが、このことは1992年（ジョージ・H・W・ブッシュ政権下）まで公開されなかった。

### ダッハウにおける解放後の復活祭

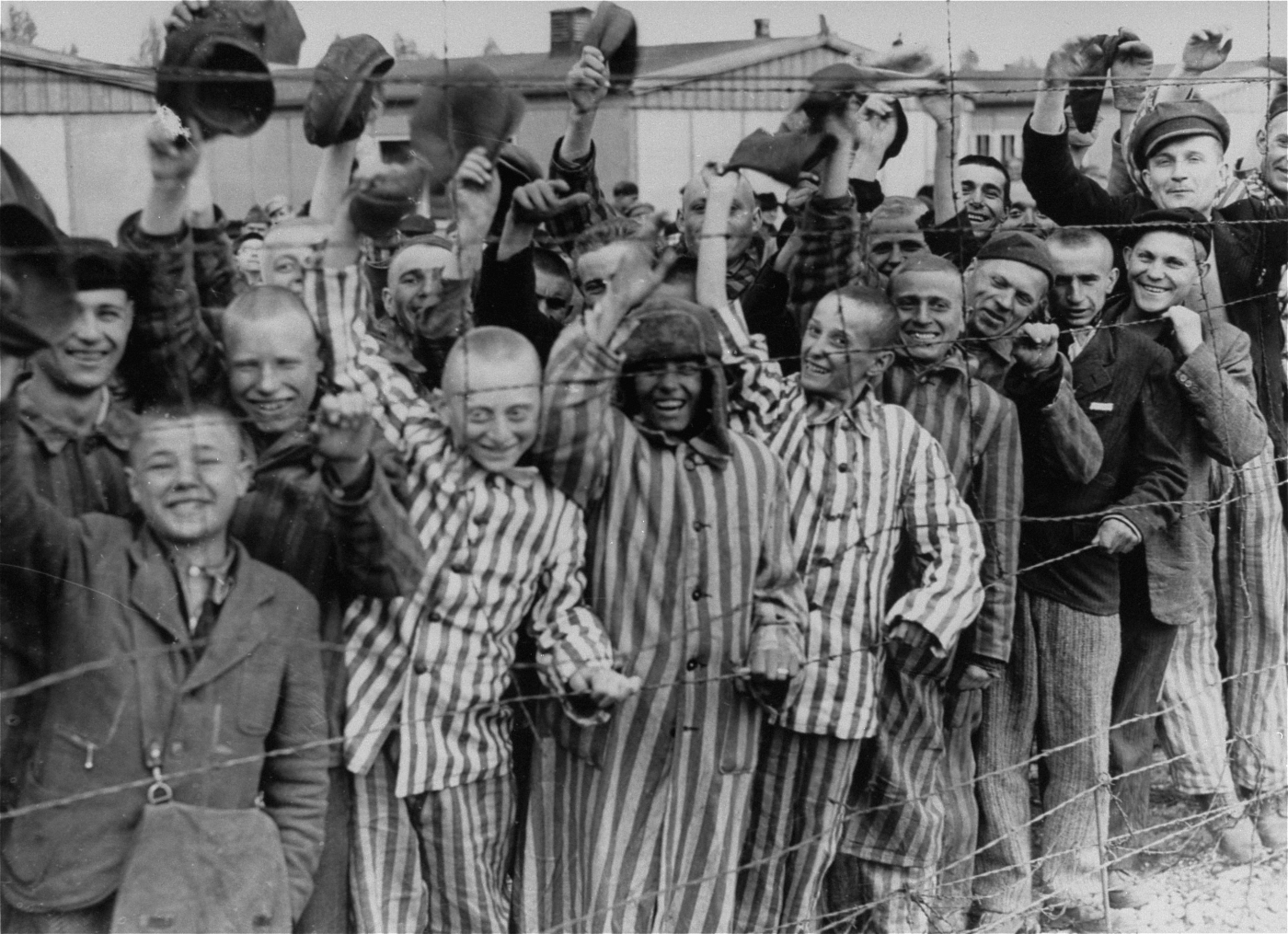
アメリカ軍に歓声を上げる解放されたダッハウ強制収容所の囚人

解放の数日後は、正教会の復活大祭であった。カトリック司祭たちは通常の主日のミサを祝ったが、ギリシャ人やセルビア人、ロシア人などの正教の司祭数名はSSのタオルから作った間に合わせの祭服を纏って復活大祭を祝った。ギリシャ人やセルビア人、ロシア人数百人の信徒たちも集まって式が行われた。ラールという名前の囚人は、この時の様子をこう述べている。

同地に建立された正教の聖堂には収容所の門を出る囚人を導くハリストス（キリスト）を画いたイコンが掲げられており、有名である。
なお、ダッハウ解放の際のアメリカ合衆国第7軍については、『アメリカ合衆国第7軍作戦報告』第3巻382ページを参照のこと。

### 解放後
解放後、強制収容所はアメリカ軍の埋葬場に使用され、強制収容所のシンボルとしてヴァイスら同収容所関係者を裁いたダッハウ裁判の開催地ともなった。1948年、バイエルン州政府がこの場所に難民用の住居を建設し始め、長年使用された。

### 収容所を記憶するために

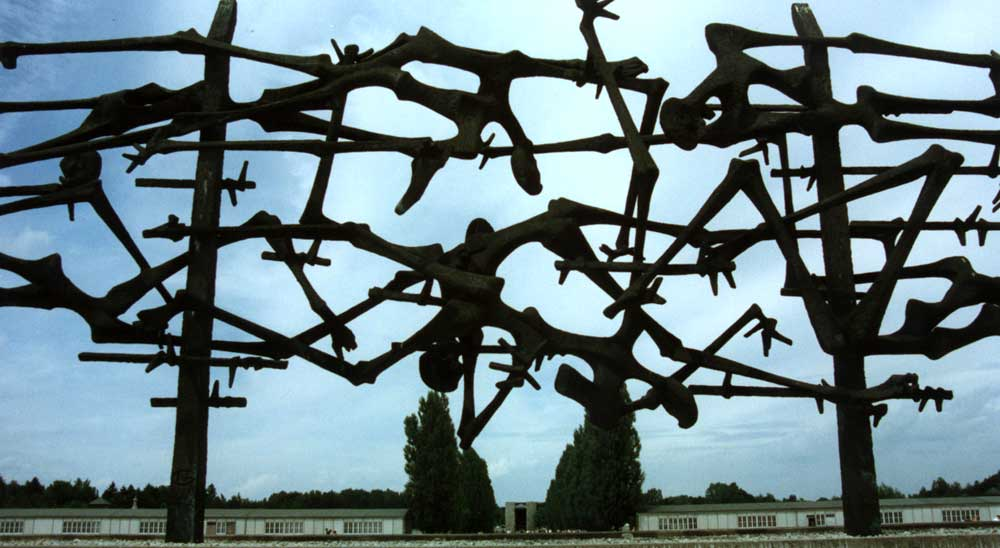
1997年の収容所記念碑

1965年に、強制収容所跡地のうち旧捕虜収容所敷地内にダッハウ強制収容所記念館が開設された。2022年現在、旧捕虜収容所敷地跡とガス室と火葬場跡を含む範囲が収容所記念碑として公開されている。また、記念碑の敷地外にもいくつかのモニュメントが設置されている。
時が過ぎ、かつて囚われていた人々は、こうした状況で収容所に生きる人々（難民）が依然としていることが信じられない思いで収容所の跡地に記念しようと結束した。
ディスプレイは2003年に再構築されたもので、収容所の見学順路に置かれており、著名な囚人が何名か紹介されている。記念碑建設の際には元の建屋の状況が酷かったために、建屋が二つ再建され、収容所の歴史が遍く見られるようになっている。残りの28棟は、コンクリートの土台で場所を示している。
跡地には囚人が信仰した様々な宗教のために礼拝堂が4つある。地元政府は跡地の完全利用に抵抗した。かつて収容所に隣接していたSSの建屋は現在、機動隊 (Bereitschaftspolizei) が使用している。

## 組織

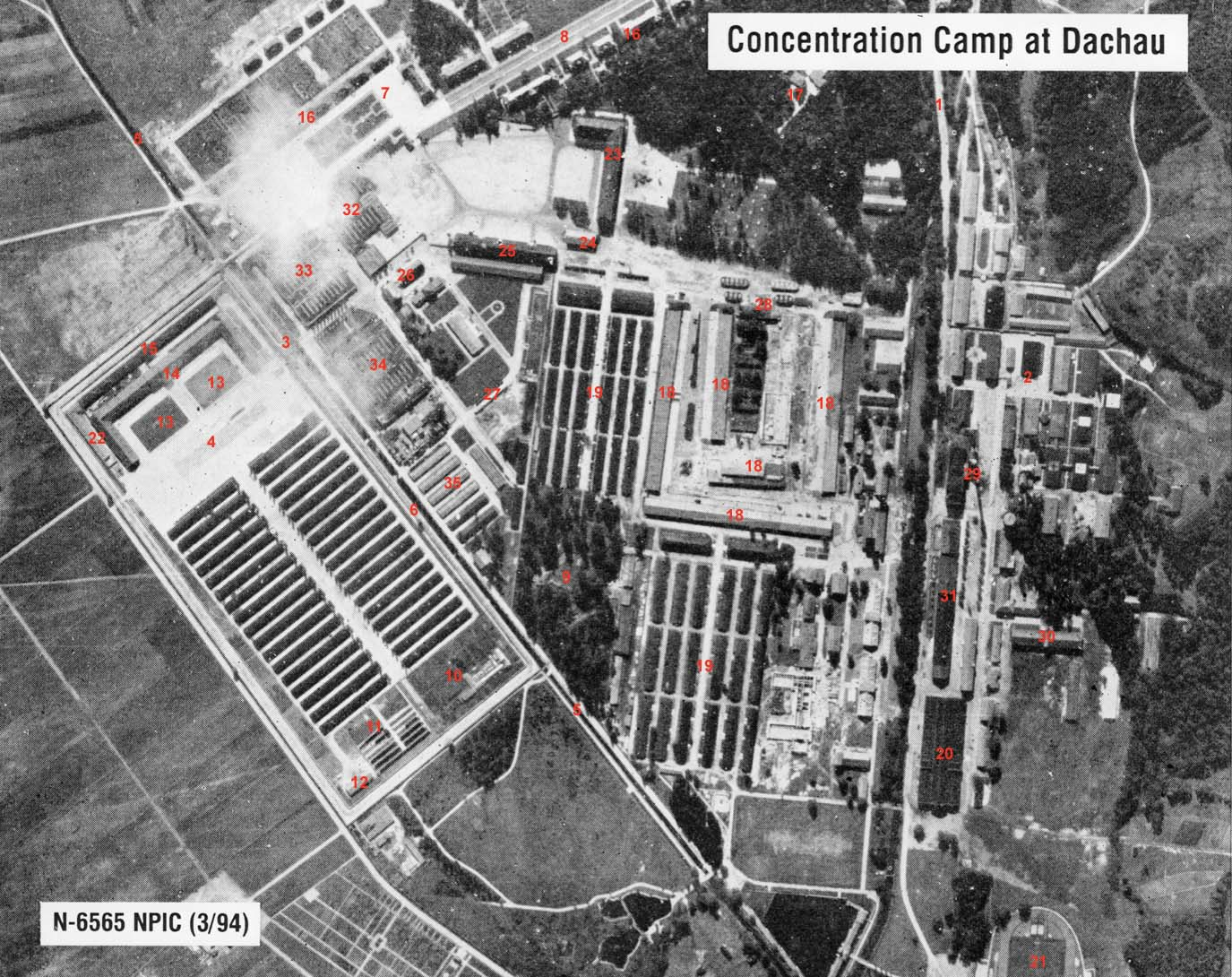
収容所の航空写真

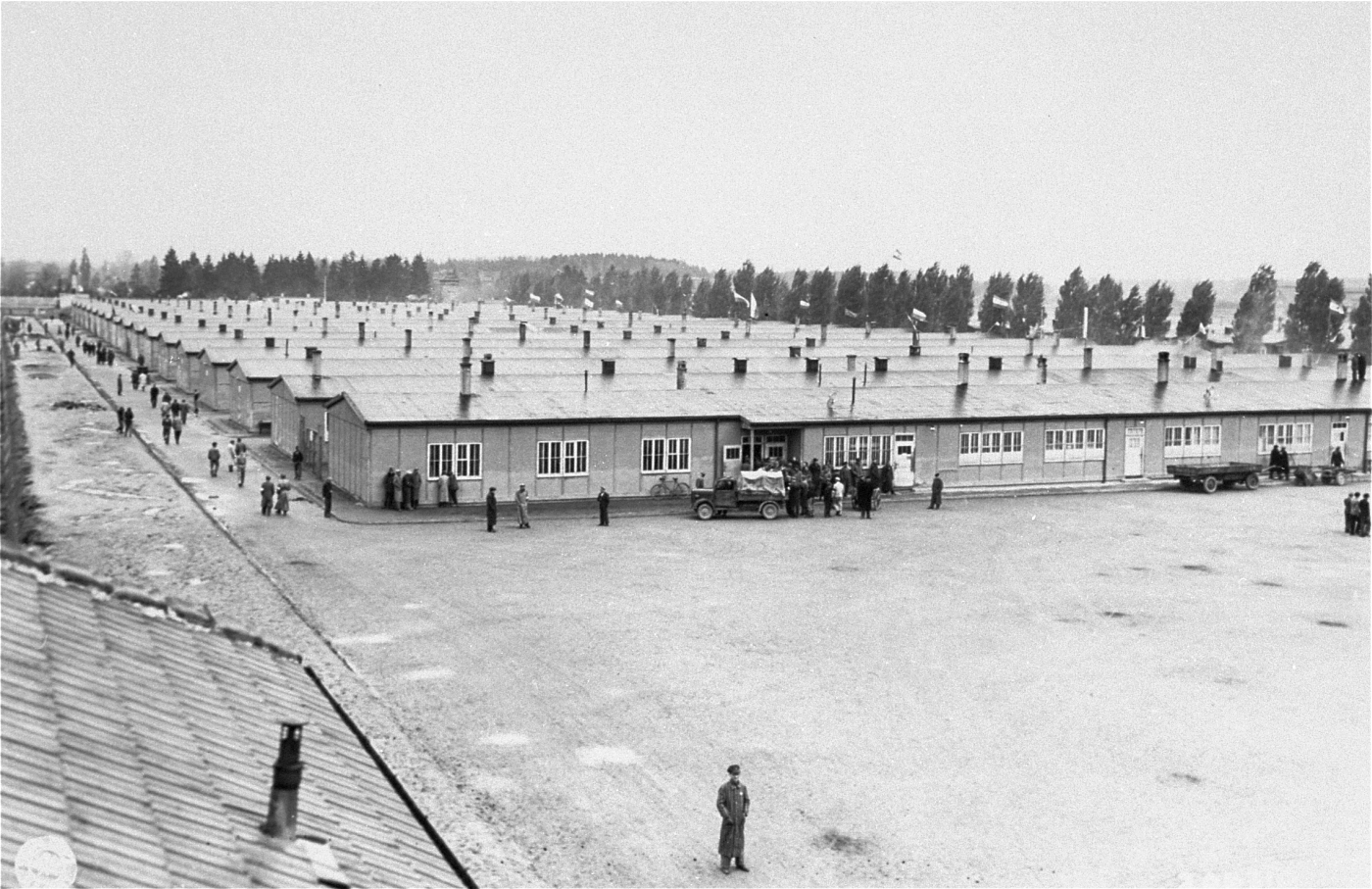
1945年の囚人棟

収容所は収容区域と火葬場の2区間に分かれていた。収容区域は32棟あり、ナチスの統治に反対して収監された聖職者用の棟が一棟と医学実験用に確保された一棟があった。収容施設と中央の調理場を結ぶ中庭は、囚人の略式処刑に利用された。高電圧の鉄格子、排水溝、七箇所の監視所のついた壁が、収容所の周囲を囲んでいた。
1937年前半に、囚人を働かせていたSSは元々収容所があった場所に大きな複合建造物の建設を開始した。古い焼却場の解体を手始めに劣悪な環境で囚人はこの作業に駆り出された。この建設作業は公式には1938年8月半ばに完了し、収容所は実態は変わりはなく1945年まで運用された。従ってダッハウは第三帝国最長の強制収容所であった。ダッハウのこの区域は、強制収容所の傍に経済・民事幹部学校やSSの医学校などのSSの施設があった。この時期の強制収容所は、「保護拘禁所」と呼ばれ、全体の半分も占めていなかった。
ダッハウはキリスト教聖職者のための収容所という側面も持っていた。カトリック教会に残る記録によれば少なくとも3,000人におよぶ修道者、助祭、司祭、司教が収容されていたとされる。
1944年8月に、女性用の収容所がダッハウ強制収容所内に開設された。最初の一団は、アウシュヴィッツ・ビルケナウから来た。19人の女性監視員だけがダッハウで監視を行い、ほとんどは解放まで勤めていた。

### 「制裁」
反抗したり失態をした囚人には親衛隊員の「制裁」が加えられた。「制裁」には食事抜き、長時間の直立不動、殴打、鞭打ち、手を後ろ手に縛りあげて木の柱に吊るしあげ、懲戒部隊への編入、強制労働分隊への編入などが行われた。ダッハウで頻繁に行われた「制裁」が鞭打ちだった。打たれる回数は25回から30回ほどであることが多いが、打たれた数は囚人が大きな声で数えねばならず、数えるのを怠るとその鞭打ちは回数に含まれなかった。

### 人体実験
ダッハウでは悪名高い「超高度実験」と「冷却実験」が行われた。ドイツ空軍のための実験であり、空軍軍医ジクムント・ラッシャー博士によって行われた。「超高度実験」は、高度の低気圧に人間がどこまで耐えられるかを調べるために行われた実験である。実験に使われた囚人はほとんどが死亡し、生き残った者には一生涯続く後遺症が残った。「冷却実験」は冷たい海面に落ちたパイロットを救出できるかどうかを調べるための実験であり、冷たい水面につけるなどして囚人を凍死させた後、蘇生が可能かどうか様々な実験が行われた。

## 収容所所員

### 所長
- 1933年4月19日‐1933年6月25日：ヒルマール・ヴェカーレ（ドイツ語版）親衛隊大佐
- 1933年6月28日‐1934年12月10日：テオドール・アイケ親衛隊中将
- 1934年12月10日‐1936年4月1日：ハインリヒ・デューベル（ドイツ語版）親衛隊上級大佐
- 1936年4月1日‐1940年2月19日：ハンス・ローリッツ親衛隊上級大佐
- 1940年2月19日‐1942年9月1日：アレクサンダー・ピオルコウスキー（ドイツ語版）親衛隊大尉
- 1942年9月1日‐1943年10月31日：マルティン・ゴットフリート・ヴァイス親衛隊中佐
- 1943年11月1日‐1945年4月26日：エドゥアルト・ヴァイター親衛隊中佐 - 公的には最後の所長
- 1945年4月26日：マルティン・ゴットフリート・ヴァイス親衛隊中佐
- 1945年4月28日：ヨハンネス・オットー親衛隊少尉 (Johannes Otto)
- 1945年4月28日‐1945年4月29日：ハインリヒ・ヴィッカー親衛隊特務曹長 (Heinrich Wicker)

### 看守
- ミヒャエル・リッペルト：1933年から1934年に勤務。アイケの副所長。
- ルドルフ・フェルディナント・ヘス：1934年から1938年に勤務。後アウシュヴィッツ強制収容所所長。
- ミヒャエル・レトヴィッツ

### その他関係人物
- ジクムント・ラッシャー：ダッハウ内で非道な人体実験を実施した親衛隊の医師。
- クラウス・シリング：熱帯医学博士。収容所内に研究所を設置し、マラリアの研究を進める為の人体実験を行っていた。

## ダッハウに収監された著名人

### ユダヤ人
- ブルーノ・ベッテルハイム 1938年に収監、1939年に釈放、ドイツを去る。
- ハンス・リッテン 反ナチスの弁護士。1933年に逮捕され、1938年に自殺。
- ヤーコプ・エールリッヒ ウィーン市議会議員 (Rat der Stadt Wien)、1938年5月17日ダッハウにて死去
- ヴィクトール・フランクル オーストリアウィーン出身の精神科医で心理学者。著書に「夜と霧」
- ヴラデク・シュピーゲルマン アート・スピーゲルマン著『マウス』に描かれた生還者
- アルフレッド・グルーネバウム アメリカ合衆国の有名な産婦人科医アモス・グルーネバウムの父
- ダヴィッド・ルートヴィヒ・ブロッホ 画家、水晶の夜に関係して1938年11月に逮捕される。
- レオン・ブルム フランスの元首相。1945年4月にブーヘンヴァルトから移され、まもなくチロルへ移される。翌5月に解放。

### レジスタンス
- アルチュール・オロ
- フランク・カロ
- ゲオルク・エルザー - 1939年にヒトラーを暗殺に失敗、逮捕され1945年4月9日に処刑された。
- ジョルジュ・シャルパク - 1992年にノーベル物理学賞を受賞した。
- クルト・ネールリンク - 1943年に死去。
- ヌーア・イナヤット・カーン - パリのWAAFのために地下ラジオ放送を行ったインド出身のジョージ・クロス受章者。1944年殺害。

### 聖職者
ダッハウには特別な「司祭区域」があった。ダッハウに捕らえられた2,720人の司祭の内（そのうち2,579人はカトリック）、1,034人は生き残れなかった。大半がポーランド人（1,780人）で、その内の868人が死亡した。
- Adam Kozłowiecki ポーランド人枢機卿。生還。
- Lawrence Wnuk ポーランド人司祭。
- Michał Kozal 福者
- Aloys Scholze 1942年9月1日死去
- Anton Fränznick 1942年からダッハウに収監され、1944年1月27日死去
- Stefan Grelewski 福者 カトリック司祭、囚人番号25281、1941年5月9日にダッハウで餓死。
- Stefan Wincenty Frelichowski 福者 カトリック司祭、1945年2月23日死去。
- Hermann Scheipers
- Hermanus Knoop カルヴァン派 (Gereformeerd) 牧師、「政治的な説教を行った」として1941年11月19日逮捕。
- Joseph Kentenich 信心活動であるシェーンシュタット運動 (Schoenstatt Movement) 創始者、3年半をダッハウで過ごした。
- Karl Leisner 1941年12月14日から収監され、1945年5月4日に解放されるが、収容所で罹患した結核により8月12日死去。
- マルティン・ニーメラー 1941年に収監され、1945年5月4日に解放される。
- Nanne Zwiep オランダカルヴァン派教会牧師、反ナチスとナチスのオランダ市民やユダヤ人に対する扱いに対する説教で1942年4月20日に逮捕され、ダッハウで1942年11月24日に疲労と栄養失調で死去する。
- Norbert Capek（1870年 - 1942年） チェコ共和国のユニテリアン派教会の創立者。1942年に殺害される。
- リヒャルト・シュナイダー 1940年11月22日からダッハウに収監され、1945年3月29日に解放される。
- ティトゥス・ブランマ (Titus Brandsma) 福者 オランダのカルメル会修道士で哲学教授、1942年7月26日死去。
- ジャン・ベルナール（1907年 - 1994年） 1941年5月から1942年8月まで収監されたルクセンブルク出身のカトリック司祭。ベルナール神父はダッハウでの経験を著書『Pfarrerblock 25487』に書いた。フォルカー・シュレンドルフ監督のThe Ninth Dayは、ベルナールの日記を基にしている。
- Nikolai Velimirović（1880年 - 1956年） セルビア正教会の主教で神学者。1944年11月14日にダッハウにセルビア正教会の総主教Gavriloと共に送られた。

### 政治家
- アロイス・フントハマー 1933年6月21日に逮捕、1933年7月6日に釈放。戦後バイエルン州首相。
- ヒャルマル・シャハト ヒトラー政権下の経済相・ライヒスバンク総裁。1944年逮捕、1945年4月に釈放。
- ヤン・ブゼク チェコスロバキアのポーランド人政治家。1940年11月に殺害。
- クルト・シューマッハー 1935年7月に収監。1939年にフロッセンビュルク強制収容所に移送されるものの、1940年に再度ダッハウに戻り、1943年3月16日に重病のため釈放。戦後ドイツ社会民主党党首。
- レオポルト・フィグル 1938年に逮捕、1943年5月8日に釈放。戦後オーストリア首相。
- ステファン・スタジンスキ ワルシャワ市長。1939年に逮捕、1943年頃にダッハウで殺害。
- フランシスコ・ラルゴ・カバジェーロ スペインの元首相。亡命先のフランスで拘束されてダッハウに送られた。解放後、1946年にパリで死去[32]。

### 共産党員
- アルフレート・アンデルシュ 1933年に6カ月間収監される。
- ハンス・バイムラー 1933年に収監されるが脱走。スペイン内戦で死去。
- Emil Carlebach（ユダヤ人） 1937年からダッハウ、1938年にブーヘンヴァルト強制収容所に移る。
- アドルフ・マイスリンガー
- Nikolaos Zachariadis（ギリシャ人）ギリシャ共産党書記長。1941年11月から1945年5月まで
- オスカル・ミューラー 1939年からダッハウ、1945年解放。
- Nando Gherghetta（イタリアイストリア半島出身） 1943年から

### 著作家
- フリッツ・ゲルリヒ
- Gustaw Morcinek ポーランドシレジアの作家
- ハインリヒ・エドゥアルト・ヤコブ ドイツ人作家、ダッハウに6ヶ月間いて、ブッヘンヴァルトに移送される。
- ユーラ・ゾイファー 著作者、1938年にダッハウに6ヶ月間いて、ブッヘンヴァルトに移送され、1939年に殺害される。
- Raoul Auernheimer 著作者、ダッハウにて4カ月間収容される。1938年に釈放。
- Stanisław Grzesiuk ポーランド人著作者、詩人、歌手。1940年4月4日からダッハウにいて、後にマウトハウゼン強制収容所に移送される。生還。
- Stefan Kieniewicz ポーランド人歴史学者
- Stevo Žigon（囚人番号：61185） セルビア人俳優、演出家、著作者、1943年12月から1945年5月までダッハウに囚えられる。
- Tadeusz Borowski 著作者、生還するが、1951年に自殺する。
- フランツ・ロー ドイツ人芸術家、芸術史学者、1933年に数カ月間収監される。
- ロベール・アンテルム フランス人著作者
- Boris Pahor スロヴェニア人著作者

### 王族
- アルブレヒト・フォン・バイエルン
- アントニア・ド・リュクサンブール - ループレヒト王太子妃
- マクシミリアン・ホーエンベルク - ホーエンベルク公爵
- エルンスト・ホーエンベルク - ホーエンベルク公爵の弟

バイエルンのヴィッテルスバッハ家の一族はナチスの支配を嫌いハンガリーに移住していたが、1944年のナチスのハンガリー占領時に捕えられ、ザクセンハウゼン強制収容所に収容され、その後1945年初旬にダッハウへと移された（王太子ループレヒトは1939年にイタリアに亡命していたため、難を逃れた）。
フランツ・フェルディナント大公の子女はウィーンのアーツテテン公邸に居住していたが、アンシュルス（大ドイツへのオーストリア併合）後に1944年 - 45年にダッハウに収監された。

### その他
- フランツ・ハルダー - 前参謀総長。
- ハンス・フォン・ザイサー - ミュンヘン一揆時のバイエルン州警察長官。生還。
- フリッツ・ティッセン - 実業家で当初はヒトラーを支持したが後に反対派に回る。生還。
- ヨハン・ラング - オーストリアの死刑執行人。収容された1938年に死去。
- ジュゼップ・バルトリ - スペイン内戦から逃れたカタルーニャ人画家。